# Гейер, Флориан
Фло́риан Ге́йер (Га́йер) (нем. Florian Geyer von Giebelstadt; 1490, Гибельштадт — 10 июня 1525, возле Вюрцбурга) — немецкий (франконский) рыцарь и дипломат, один из предводителей Крестьянской войны в Германии, действовал в Швабии и Франконии. Лидер Чёрного отряда (1525). 

## Биография
Родом из франконских дворян, младший из трёх братьев. В 1512—1513 годах предпринял поездку ко двору Генриха VIII. Был одним из наиболее почитаемых персонажей Крестьянской войны. Наряду с помощью в организации армии и разработке стратегических планов повстанцев, на собственные средства вооружил сотню бойцов, составивших ядро крестьянского войска, известных как «Чёрный отряд».
В качестве парламентёра ему удалось добиться сдачи многих небольших городков. Он также вёл переговоры с городом Вюрцбург и маркграфом Казимиром Бранденбург-Ансбах-Байрейтским. Целью его борьбы с князьями было желание при помощи крестьян и горожан провести реформы. Прежде всего, основываясь на моральном авторитете Евангелия, устранить духовные и сословные привилегии. Из-за его дворянского происхождения, крестьяне часто испытывали к Гейеру недоверие.
После поражения крестьянского восстания в решающих битвах под Ингольштадтом в Нижней Франконии и Кёнигсхофеном, Гейер, по решению городского совета, под конвоем был выдворен из города Ротенбурга. В полном одиночестве он верхом отправился на север страны. В ночь с 9 на 10 июня 1525 года он был заколот и ограблен в лесу вблизи города Вюрцбурга двумя слугами своего родственника, рыцаря Вильгельма фон Грумбаха. Местонахождение его могилы неизвестно.

## Память
- Фридрих Энгельс писал о Флориане Гейере в своей работе «Крестьянская война в Германии» как об одном из первых борцов за интересы пролетариата (1850).
- Флориану Гейеру и его «Чёрному отряду» посвящена песня «Wir sind des Geyers schwarzer Haufen» (ок. 1920).

- Во время Второй мировой войны его имя было присвоено 8-й кавалерийской дивизии СС (1942—1945).
- Флориану Гейеру посвящена венгерская песня «Geyer Flórián dala» (1970).

- В ГДР 3-й Пограничный полк (Postfach-40125), базировавшийся в Дермбахе, носил имя Флориана Гейера (1970-е—1990).

## В художественной литературе
- Ему посвящена трагедия немецкого драматурга Герхарта Гауптмана «Флориан Гейер» (1896).
- Является одним из главных действующих лиц исторического романа немецкого писателя-демократа Роберта Швейхеля «За свободу!» (1898; рус. пер. 1906).